# 1925 w Wojsku Polskim
Kalendarium Wojska Polskiego 1925 – wydarzenia w Wojsku Polskim w roku 1925.

## 1925
- Wojskowa Centrala Badań Lotniczych przekształciła się w Instytut Badań Technicznych Lotnictwa[1].
- Departament Żeglugi Powietrznej MSWojsk. ogłosił konkurs na projekty samolotów polskiej konstrukcji[2].

## Styczeń
1 stycznia
- Na bazie rozformowanego Kierownictwa Robót Nurkowych sformowano: grupy nurków w portach, Pogotowie Techniczne w Modlinie oraz klasę nurków w Szkole Specjalistów Morskich.
- Na bazie rozformowanego batalionu chemicznego została sformowana ćwiczebna kompania chemiczna przy Szkole Gazowej w Warszawie.

5 stycznia
- W Przemyślu zmarł podpułkownik Gustaw Leonard Herman Stankiewicz, pełniący obowiązki dowódcy 6 Pułku Saperów[3].

21 stycznia
- W budynku Komendy Obozu Warownego „Równe” przy ulicy Dubieńskiej (koszary na Woli) został uruchomiony hotel oficerski dla oficerów przyjeżdżających służbowo do Równego[4].

30 stycznia
- Dowódca Okręgu Korpusu Nr IX, generał dywizji Józef Rybak udzielił pochwały tytularnemu pułkownikowi Sergiuszowi Stanisławowi Boguckiemu, dowódcy kombinowanego pułku kawalerii za wzorowe pełnienie służby asystencyjnej na terenie województwa poleskiego[5]; 16 marca 1928 pułkownik Bogucki został odznaczony Złotym Krzyżem Zasługi za „zasługi położone w akcji przeciwdywersyjnej na terenie województw wschodnich”[6]

31 stycznia
- W Sulejówku burmistrz Białej Podlaskiej, Zenobiusz Borkowski wręczył marszałkowi Polski Józefowi Piłsudskiemu dyplom Honorowego dożywotniego Członka Rady Miejskiej i Honorowego Obywatela Miasta nadany uchwałą z 20 kwietnia 1920[7] → Kult Józefa Piłsudskiego i Muzeum Józefa Piłsudskiego w Sulejówku.

## Luty
3 lutego
- Minister Spraw Wojskowych, generał dywizji Władysław Sikorski mianował w korpusie generałów:

dowódcę 11 Dywizji Piechoty, generała brygady Albina Jasińskiego dowódcą 25 Dywizji Piechoty,
szefa Artylerii Okręgu Korpusu Nr IV, generała brygady Aleksandra Kowalewskiego dowódcą 11 Dywizji Piechoty,
dowódcę 25 Dywizji Piechoty, generała brygady Jana Karola Wróblewskiego, zastępcą dowódcy Okręgu Korpusu Nr I
dowódcę Obozu Warownego „Wilno”, generała brygady Hugona Griebscha II zastępcą Generalnego Inspektora Artylerii - Inspektorem dla spraw fortyfikacji.
6 lutego
- Minister Spraw Wojskowych, generał dywizji Władysław Sikorski wyznaczył komandora porucznika Konstantego Jacynicza na stanowisko szefa Wydziału Wojskowego przy Komisariacie Generalnym RP w Wolnym Mieście Gdańsku; komandor Jacynicz zastąpił na tym stanowisku zmarłego komandora Ottona Metzgera[10].

9 lutego
- W gmachu Sądu Wojskowego na placu Saskim w Warszawie odbyło się uroczyste otwarcie pierwszego dwumiesięcznego kursu dla wyższych dowódców artylerii przy Generalnym Inspektorze Artylerii, na który zostało „odkomenderowanych” trzynastu pułkowników; komendantem kursu został generał brygady Aleksander Kowalewski; kurs został zorganizowany przy wybitnej pomocy generała armii francuskiej Trousson, dyrektora nauk Centrum Wyższych Studiów Wojskowych; wykładowcami w większości byli oficerowie Wojskowej Misji Francuskiej w Polsce; w uroczystości wziął udział Minister Spraw Wojskowych, generał dywizji Władysław Sikorski[7][11].

10 lutego
- W Warszawie zmarł pułkownik pilot balonów sterowcowych Hipolit Łossowski, kierownik Centralnych Zakładów Lotniczych.

28 lutego
- Generał dywizji Franciszek Latinik został przeniesiony w stan spoczynku.

## Marzec
13 marca
- Prezydent RP Stanisław Wojciechowski, na wniosek Ministra Spraw Wojskowych i na mocy uchwały Kapituły, odznaczył Krzyżem Komandorskim Orderu Wojennego Virtuti Militari marszałków Japonii: Yasukata Oku i Kageaki Kawamura[12].

## Kwiecień
30 kwietnia
- Podpułkownik Karol Marian Henning-Michaelis został przeniesiony w stan spoczynku wyłącznie z prawem do tytułu pułkownika.

## Maj
19 maja
- Prezydent RP Stanisław Wojciechowski:

zwolnił wiceadmirała Kazimierza Porębskiego ze stanowiska szefa Kierownictwa Marynarki Wojennej
mianował komandora Jerzego Świrskiego szefem Kierownictwa Marynarki Wojennej
mianował komandora porucznika Józefa Unruga dowódcą Floty
- Minister Spraw Wojskowych, generał dywizji Władysław Sikorski:

przeniósł wiceadmirała Kazimierza Porębskiego w stan nieczynny
przeniósł do swojej dyspozycji kontradmirała Wacława Kłoczkowskiego, dotychczasowego zastępcę szefa Kierownictwa Marynarki Wojennej
Zmiany personalne przeprowadzone w Kierownictwie Marynarki Wojennej były następstwem tzw. „afey minowej”.
23 maja
- Powstał we Lwowie 6 pułk lotniczy pod dowództwem płk pil. Camillo Perini[2].

31 maja
- Powstał w Lidzie 11 pułk myśliwski pod dowództwem ppłk pil. Jerzego Kossowskiego[1].
- W stan spoczynku z prawem do tytułu generała brygady zostali przeniesieni pułkownicy: Edward Hein i Kazimierz Habicht.

## Czerwiec
10 czerwca
- Na poligonie ćwiczebnym 2 pułku saperów kolejowych w Jabłonnie została przeprowadzona próba obciążeniowa kolejowego mostu składanego systemu Roth-Wagnera o długości 46,5 m; do budowy mostu zostały po raz pierwszy wykorzystane elementy wykonane w Polsce przez firmy: „Królewska Huta”, „K. Rudzki i S-ka”, „A. Alscher i Spółka” i inne; do próby obciążeniowej zostały wykorzystane dwa parowozy Tr21; kierownikiem budowy mostu był kapitan inżynier Leopold Górka, wykładowca budowy mostów w Obozie Szkolnym Saperów[14].

30 czerwca
- Pułkownik Stanisław Hlawaty został przeniesiony w stan spoczynku z prawem do tytułu generała brygady.

## Lipiec
- W Warszawie pod zarzutem szpiegostwa na rzecz ZSRR zatrzymano Wincentego Ilnicza, Aleksandra Lamchę, Marię Stokowską, Konstantego Steinerta i Jana Brzezińskiego[15]. Aleksander Lamcha był żołnierzem Legionów Polskich, podporucznikiem rezerwy 1 pułku szwoleżerów[16][17][18]. 9 lipca 1925 na łamach „Polski Zbrojnej” zdementowano informację o zatrzymaniu w tej sprawie kpt. rez. Tadeusza Kruk-Strzeleckiego[19].

1 lipca (środa) 
- Minister Spraw Wojskowych mianował generała brygady Olgierda Pożerskiego dowódcą Obszaru Warownego „Wilno”.

5 lipca (niedziela) 
- Wręczono chorągiew 10 pułkowi piechoty[20].

11 lipca (sobota) 
- W Zamku Królewskim na Wawelu Prezydent RP Stanisław Wojciechowski wręczył chorągiew 1 pułkowi saperów kolejowych[21].

12 lipca (niedziela) 
- Prezydent RP dokonał uroczystego otwarcia schroniska na Hali Gąsienicowej „Murowaniec”, które zostało zbudowane przez pododdziały Wojska Polskiego[22].
- W Kołomyi, w trakcie obchodów święta 49 pułku piechoty, poświęcono i oddano do użytku oddziału stadion sportowy[23].

11–12 lipca
- W Łucku odbyły się zawody konne Towarzystwa Sportu Konnego 2 Samodzielnej Brygady Kawalerii[24].

20 lipca (poniedziałek) 
- W Stoczni Gdańskiej w wyniku eksplozji kotła parowego zatonął torpedowiec ORP „Kaszub”; w następstwie wypadku zginęło trzech marynarzy.
- W Warszawie zmarł generał brygady w stanie spoczynku Stanisław Piotr Leon Rudnicki.

24 lipca (piątek) 
- Minister Spraw Wojskowych mianował:

generała brygady Michała Żymierskiego I zastępcą szefa Administracji Armii,
pułkownika SG Jerzego Wołkowickiego II zastępcą szefa Administracji Armii.
31 lipca (piątek) 
- Minister Spraw Wojskowych mianował generała brygady Hugona Griebscha Inspektorem Fortyfikacji.

## Sierpień
- Odbył się drugi przelot polskich pilotów na 26 samolotach Potez XV i Breguet XIX nad Alpami w drodze z Paryża przez Włochy, Austrię i Czechosłowację do Polski; grupą dowodził gen. bryg. pil. Włodzimierz Zagórski[2].

5 sierpnia

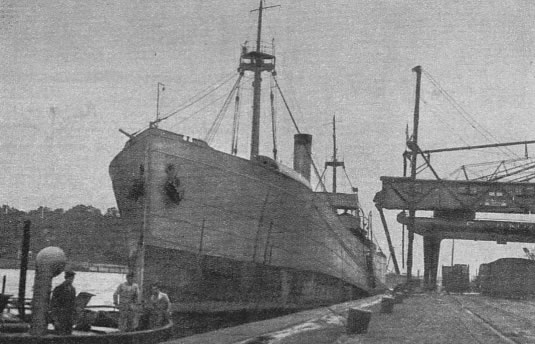
ORP „Wilia”

- W Stryju zmarł generał brygady w stanie spoczynku Aleksander Andrzej Dąbrowski.

8 sierpnia
- Podniesiono banderę na transportowcu ORP „Wilia”.

26 sierpnia
- Minister spraw wojskowych rozkazem L. 7400/Org. zatwierdził instrukcję organizacyjną służby sprawiedliwości na stopie pokojowej[25].

30 sierpnia
- Wręczono chorągiew 33 pułkowi piechoty[26].

## Wrzesień
5 września
- W Dęblinie, w trakcie obchodów święta 15 pułku piechoty „Wilków”, został odsłonięty pomnik ku czci poległych oficerów i szeregowych tego oddziału.

16 września (środa)
- Minister Spraw Wojskowych w towarzystwie szefa Departamentu II Kawalerii, generała brygady Aleksandra Pajewskiego przeprowadził inspekcję zapasu końskiego w Górze Kalwarii[27].

16–22 września
- Pułkownik pilot Ludomił Rayski z mechanikiem Leonardem Kubiakiem na samolocie Breguet XIX B2 uczestniczył w Rajdzie Śródziemnomorskim na trasie Paryż-Madryt-Casablanca-Tunis-Ateny-Konstantynopol[2].

19 września (sobota)
- Wręczono chorągiew 53 pułkowi piechoty[28].

19/20 września
- W nocy, w klasztorze karmelitów we Lwowie ojciec Adam (Józef Kopacz) zamordował szefa duszpasterstwa katolickiego Okręgu Korpusu Nr II, ks. dziekana Jana Ideca[29].

21 września
- Zmarł podpułkownik KS dr Karol Jan Skoczylas (ur. 15 października 1875), sędzia orzekający Wojskowego Sądu Okręgowego Nr VIII[30][31].

22 września
- Podpułkownik inżynier Ludomir Żyżniewski z Departamentu X Przemysłu Wojennego Ministerstwa Spraw Wojskowych, lat 55, odznaczony Złotym Krzyżem Zasługi, popełnił samobójstwo strzelając do siebie z rewolweru[32][30][33].

23 września
- Wojskowy Sąd Okręgowy Nr VI we Lwowie w trzecim dniu rozprawy, na wniosek obrony poparty przez prokuratora, zwrócił do dalszego prowadzenia śledztwo przeciwko majorowi Antoniemu Geislerowi i innym oskarżonym z Rejonowego Zakładu Gospodarczego w Złoczowie[34].

## Październik
4 października
- Wręczono chorągiew 50 pułkowi piechoty[35].

14 października
- Prezydent RP awansował pośmiertnie pułkownika pilota balonów sterowcowych Hipolita Łossowskiego generałem brygady.

## Listopad
14 listopada
- W Grodnie zmarł płk st. sp. Wandalin Doroszkiewicz, były dowódca 12 pułku piechoty[31].